# Recesión de 1937-38

Índice de desempleo en los EE. UU. 1910–1960, junto los años de la Gran Depresión (1929–1939) remarcados.

La recesión de 1937–1938 fue una recesión económica que se produjo durante la Gran Depresión en los Estados Unidos.
En la primavera de 1937, la producción, las ganancias y los salarios se habían recuperado en sus niveles de principios de 1929.  El desempleo se mantuvo alto, pero fue sustancionalmente más bajo que la tasa del 25% observada en 1933. La economía estadounidense sufrió una fuerte desaceleración a mediados de 1937, que duró 13 meses hasta la mayor parte de 1938. La producción industrial disminuyó casi un 30% y la producción de los bienes duraderos cayó incluso más rápido.
El desempleo saltó del 14,3% en mayo de 1937 al 19,0% en junio de 1938.  La producción manufacturera cayó un 37% desde el pico de 1937 y volvió a los niveles de 1934. Los productores redujeron sus gastos en bienes duraderos y los inventarios disminuyeron, pero el ingreso personal fue solo un 15% más bajo que en el pico de 1937. En la mayoría de los sectores, los ingresos por hora continuaron aumentando durante la recesión, compensando en parte la reducción en el número de horas trabajadas. A medida que aumentó el desempleo, el gasto de los consumidores disminuyó, lo que provocó nuevos recortes en la producción.

## Recesión de 1937 y recuperación

Fabricando ocupación en los Estados Unidos de 1920 a 1940.

La administración de Roosevelt estuvo bajo asedio durante el segundo mandato de Roosevelt, que presidió una nueva caída en la Gran Depresión en el otoño de 1937 que continuó durante la mayor parte de 1938. La producción y las ganancias disminuyeron drásticamente. El desempleo saltó del 14,3% en 1937 al 19,0% en 1938. La recesión quizás se debió únicamente a los ritmos familiares del ciclo económico. Pero hasta 1937, Roosevelt se había atribuido la responsabilidad del excelente desempeño económico. Eso resultó contraproducente en la recesión y la acalorada atmósfera política de 1937.
Los conservadores orientados a los negocios explicaron la recesión arugmentando que el New Deal había sido muy hostil en la expansión empresarial en 1935-1937, lo cual había amenazado con ataques legales antimonopolicos masivos contra las grandes corporaciones y por las enormes huelgas causadas por las actividades organizativas del Congreso de Organizaciones Industriales (CIO) y la Federación Estadounidense del Trabajo (AFL). Los conservadores explicaron la recuperación en términos de la disminución drástica de esas amenazas después de 1938. Por ejemplo, los esfuerzos antimonopolio fracasaron sin casos importantes. Los sindicatos de CIO y AFL comenzaron a luchar entre sí más que las corporaciones y la política fiscal se volvió más favorable al crecimiento a largo plazo

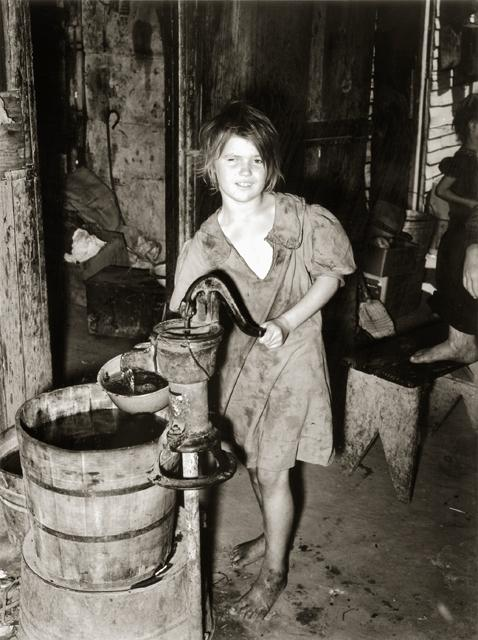
Escena de la choza citadina de una trabajadora agrícola, Ciudad de Oklahoma, julio de 1939

"Cuando la encuesta de The Gallup Organization's preguntó:'  ¿Cree que la actitud de la administración de Roosevelt hacia las empresas está retrasando la recuperación empresarial?' el pueblo estadounidense respondió 'sí' por un margen de más de dos a uno. La comunidad empresarial lo sintió con más fuerza." Fortune  encontró en mayo de 1939 que el 39% de los estadounidenses pensaba que la administración había estado retrasando la recuperación al socavar la confianza empresarial, mientras que el 37% pensaba que no. Pero también encontró que las opiniones sobre el tema estaban muy polarizadas por la situación económica y la ocupación. Además, AIPO encontró al mismo tiempo que el 57% creía que las actitudes comerciales hacia la administración estaban retrasando la recuperación, mientras que el 26% pensaba que no, enfatizando que diferencias bastante sutiles en la redacción pueden evocar respuestas de encuestas sustancialmente diferentes.
Los economistas keynesianos afirmaron que la recesión de 1937 fue el resultado de un esfuerzo prematuro para frenar el gasto público y equilibrar el presupuesto. Roosevelt había tenido cuidado de no incurrir en grandes déficits. En 1937, logró realmente un presupuesto equilibrado. Por lo tanto, no utilizó completamente el gasto deficitario. Entre 1933 y 1941, el déficit presupuestario federal promedio fue del 3% anual.
En noviembre de 1937, Roosevelt decidió que las grandes empresas estaban tratando de arruinar el New Deal provocando otra depresión contra la que los votantes reaccionarían votando por los republicanos. Fue una "huelga capital", dijo Roosevelt, y ordenó a la Oficina Federal de Investigaciones buscar una conspiración criminal (de la cual, no encontraron ninguna). Roosevelt se movió a la izquierda y desató una campaña retórica contra el poder monopolista, que fue presentado como la causa de la nueva crisis. El Secretario de Interior de los Estados Unidos, Harold L. Ickes, atacó al fabricante de automóviles Henry Ford, al fabricante de acero Tom Girdler, y a las súper ricas "Sesenta Familias" que supuestamente constituían "el centro vivo de la oligarquía industrial moderna qué domina los Estados Unidos".
Ickes advirtió que si no se les controlaba, crearían un "Estados Unidos fascista de grandes empresas, y un Estados Unidos esclavisado". El presidente nombró a Robert Jackson como el nuevo director agresivo de la división antimonopolio del Departamento de Justicia, pero este esfuerzo perdió su efectividad una vez que comenzó la Segunda Guerra Mundial y se necesitaban con urgencia grandes empresas para producir suministros de guerra. Pero la otra respuesta de la Administración a la caída de 1937 que estancó la Gran Depresión tuvo resultados más tangibles.
Haciendo caso omiso de las solicitudes del Departamento del Tesoro y respondiendo a los impulsos de los conversos a la economía keynesiana y otros en su administración, Roosevelt se embarcó en un antídoto para la depresión, abandonando a regañadientes sus esfuerzos por equilibrar el presupuesto y lanzando un programa de gastos de $5 mil millones en el país en la primavera de 1938, lo cual fue un esfuerzo por aumentar el poder adquisitivo masivo. Roosevelt explicó su programa en una charla junto a la chimenea en la que le dijo al pueblo estadounidense que le correspondía al gobierno "crear una recuperación económica" haciendo "adiciones al poder adquisitivo de la nación".

## Respuesta retórica
La Administración Roosevelt reaccionó lanzando una campaña retórica contra el poder monopolista, que se consideró la causa de la depresión, y nombrando a Thurman Arnold en la división antimonopolio del Departamento de Justicia de los Estados Unidos para actuar, pero Arnold no fue efectivo. En febrero de 1938, el Congreso aprobó un nuevo proyecto de ley AAA: la Ley de Ajuste Agrícola de 1938, que autorizó préstamos agrícolas, seguros agrícolas contra desastres naturales y grandes subsidios a los agricultores que redujeran la producción. El 2 de abril, Roosevelt envió un nuevo programa de gastos a gran escala al Congreso y recibió $3750 millones, que se dividieron entre la  Administración de Obras Públicos (PWA), la Administración de Progreso de Obras (WPA), y varias otras agencias de ayuda. Otras asignaciones elevaron el total a $5 mil millones en la primavera de 1938, después de lo cual la economía se recuperó.

## Recuperación
Aunque la economía estadounidense comenzó a recuperarse a mediados de 1938, el empleo no recuperó el nivel de principios de 1937 hasta que Estados Unidos entró e la Segunda Guerra Mundial a fines de 1941. El ingreso personal en 1939 estaba casi a los niveles de 1919 en conjunto, pero no per cápita. La población agrícola había caído un 5%, pero la producción agrícola había aumentado un 19% en 1939.
El empleo en las fábricas del sector privado recuperó los niveles alcanzados a principios de 1929 y principios de 1937, pero no los superó hasta el inicio de la Segunda Guerra Mundial. La productividad aumentó constantemente y la producción en 1942 estaba muy por encima de los niveles de 1929 y 1937.

## Interpretaciones
Los economistas discrepan sobre las causas de esta recesión. 
- Los economistas keynesianos culpan a los recortes en el gasto federal y al aumento de los impuestos ante la insistencia del Tesoro de Estados Unidos.[16]  El historiador Robert C. Goldston también señaló que dos programas de trabajo vitales del New Deal, la Administración de Obras Públicas y ls Administración de Progreso de Obras, experimentaron recortes drásticos en el presupuesto que Roosevelt promulgó como ley para el año fiscal 1937-1938.[17]
- Los monetaristas, como Milton Friedman, culpan al endurecimiento de la oferta monetaria por parte de la Reserva Federal de 1936 y 1937.[18]

## Otras lecturas
- Alan Brinkley. El Fin De Reforma: Liberalismo de Trato Nuevo en Recesión y Guerra. (1995)
- Irwin, D. (2012). "Esterilización de oro y la recesión de 1937@–1938." Revisión de Historia financiera, 19(3), 249@–267.
- John J. Coleman. "Formación estatal y la Disminución de Partidos Políticos: Partidos americanos en los Estudios Estatales" Fiscales en Desarrollo Político americano 1994 8(2): 195@–230. ISSN 0898-588X
- Friedman, Milton; Schwartz, Anna J. (1993). A Monetary History of the United States, 1867–1960. Chicago: University of Chicago Press. pp. 543-545. ISBN 978-0691003542.
- Walter Galenson. El CIO Reto al AFL: Una Historia del Movimiento de Trabajo americano, 1935-1941 Harvard Prensa Universitaria, 1960
- Robert Goldston. La Gran Depresión: Los Estados Unidos en el Thirties, Fawcett Publicaciones, 1968
- D. Un. Hayes, "Confianza Empresarial y Actividad Empresarial: Un Estudio de Caso de la Recesión de 1937," Míchigan Estudios Empresariales v 10 #5 (1951)
- Meltzer, Allan H. (2003). A History of the Federal Reserve – Volume 1: 1913–1951. Chicago: University of Chicago Press. pp. 521-534. ISBN 978-0226520001.
- Patrick D. Reagan. Diseñando una América Nueva: Los Orígenes de Planificación de Trato Nuevo, 1890-1943 Universidad de Prensa de Massachusetts, 2000
- Kenneth D. Roose. "La Recesión de 1937-38" Revista de Economía Política, Vol. 56, Núm. 3 (junio, 1948), pp. 239@–248
- Kenneth D. Roose.  La Economía de Recesión y Resurgimiento; una Interpretación de 1937@–1938 (1954)
- Richard Ruggles. Una Introducción a Ingresos e Ingresos Nacionales Análisis 1949.
- Sumner H. Slichter. "El Downturn de 1937" Revisión de Estadística Económica 20 (1938) 97@–110
- Velde, François R. "La recesión de 1937—Un cautionary cuento." Perspectivas económicas 33, núm. 4 (2009): 16@–37.

- Datos: Q7302382